# Никталопия
Никтало́пи́я (от др.-греч. νύξ «ночь» + ἀλαός «слепой» ← ὄψ «зрение») или гемерало́пи́я (лат. hemeralopia от др.-греч. ἡμέρα «день» + ἀλαός), иначе — Куриная слепота (или Ночная слепота) — расстройство, при котором затрудняется или пропадает способность видеть в сумерках (недостаточном освещении). Является симптомом ряда глазных болезней; может быть врождённым или приобретенным. В последнем случае может являться одним из симптомов заболеваний сетчатой оболочки или зрительного нерва или стать результатом неправильного питания (например, недостатка витамина A).

## Этиологияипатогенез
Причины врождённой никталопии недостаточно выяснены. Причинами приобретённой никталопии могут являться авитаминоз или гиповитаминоз А, а также B1 и PP. Симптоматическая никталопия также наблюдается при заболеваниях сетчатки (пигментная дистрофия, воспалительные поражения сетчатки) и зрительного нерва (атрофия, застойный диск), при глаукоме и др. В развитии заболевания играет роль процесс восстановления зрительного пурпура.

## Клиническая картина
Ослабление зрения и пространственной ориентации в сумерках. Понижение световой чувствительности, нарушение процесса темновой адаптации, сужение полей зрения, особенно на цвета. Диагноз ставят на основании жалоб, клинической картины и данных лабораторных исследований.
При врождённой никталопии отмечается стойкое понижение зрения. В случае первичной никталопии прогноз благоприятный, при симптоматической никталопии он зависит от течения и исхода основного заболевания.

## Лечение и профилактика
Врождённая никталопия лечению не поддаётся.
При симптоматической никталопии лечат основное заболевание.
При приобретенной никталопии показано назначение внутрь витамина А: взрослым — по 50—100 тыс. ME в сутки, детям — 1—5 тыс. ME в сутки; одновременно назначают рибофлавин (витамин B2) (до 0,02 г в сутки).
Профилактикой первичной никталопии является достаточное потребление витамина А.

## Терминология
Гемералопия (от др.-греч. ἡμέρα, «день»; и ἀλαός, «слепой») в соответствии с переводом означает снижение зрения при дневном свете (дневную слепоту). Однако, в большинстве неанглоговорящих стран (в том числе России) термин гемералопия закрепился для описания плохого зрения в сумерках и является синонимом термина никталопия.
Гемералопию часто называют куриной слепотой. Такое название болезнь получила потому, что у кур и других дневных птиц (воробьев, ворон, голубей и дневных хищников) отсутствует сумеречное зрение.